# Dipsógeno
Un dipsógeno (del griego dypsa, "sed" y el sufijo -gen, "crear") es un agente que causa sed.

## Fisiología
Se piensa que la angiotensina II es un poderoso dipsógeno, y es uno de los productos de la vía renina-angiotensina, un mecanismo homeostático biológico para la regulación de electrolitos y agua.